# Археологія Казахстану
Археологія Казахстану— історія матеріальної культури на території Казахстану за доісторичний період з найдавніших часів досередньовіччя, коли з арабським завоюванням 8 сторіччя приходить писемність й висвітлення історичних подій за джерелами сучасників.

## Давньокам'яна доба

### Ранньодавньокам'яна доба
У Східному Казахстані відомі ранньодавньокам'яні знахідки з місцезнаходження Козибай на березі річки Колгутти у села Каратогай.
У західних передгір'ях Наримського хребта, в 9 км на північний захід від села Курчум, на східному узбережжі Бухтарминського водосховища виявлено два давньокам'яних місцезнаходження — Курчум-1 і Курчум-2. Охристі глинисті відкладення, де були виявлені артефакти, відповідають усть-убинській свиті, верхня межа якої датується віком ок. 1,8 млн років тому. Підстилають їх червоноколірні глини можуть відноситися до павлодарської або вторушкинської свиті пліоцену.
Індустрія стоянки Шахбагата (протолеваллуа-ашель) на території Форта-Шевченко на Мангишлаці має схожість зі знаряддями олдувайської культури, індустрія стоянки Шахбагата (Леваллуа-ашель I) відповідає середньому ашелю.
У селища Конирдек (хребет Каратау) знайдені масивні прямокутні крем'яні відщепи клектонського типу Англії.
До ранньодавньокам'яної доби відносяться стоянки Ушбулук I і Ушбулук II в районі Малого Каратау. До ранньо-ашельського часу відносяться стоянки в урочищах Бориказган, Шабакти, Танірказган, Кизилтал, Акколь 1, Казанкап. У 1998 році подана заявка на включення об'єкта «Палеолітичні об'єкти і геоморфологія хребта Каратау» до списку об'єктів Всесвітньої спадщини ЮНЕСКО.
У Вишнівці в 60 км на південний схід від Нур-Султана знаряддя відносяться до ашельської культурі, кам'яні розрізи і мушлі схожі на леваллуазьку техніку.
Відомі ранні й середні давньокам'яні комплекси, в яких типологічний і технологічний вигляд сформований двосторонньооброблені знаряддя і площинні розщеплення:
- Ешкітау біля озера Шалкар у Західно-Казахстанської області,
- Семізбуга-2, -4 і -10а у північному Надбалхашшї,
- Мугоджари-3, -5, -6 і -10 у Мугоджарах,
- Аралі A-D, -1, -2, -4-6, і -8 на північному узбережжі Аральського моря (характеризуються відсутністю леваллуазької техніки розщеплена),
- Чингіз-1 в північному Надбалхашші,
- ряд місцезнаходжень, розташованих на плато Устюрт[6].

### Пізньодавньокам'яна доба
У Західному й Північному Казахстані пізньодавньокам'яні пам'ятки майже невідомі. Найбільш відомими стратифікованим пам'ятками пізнього палеоліту є:
- Шульбинка в Східно-Казахстанській області,
- стоянка імені Ч. Валиханова, Майбулак, комплекси Шоктас і Кошкурган в Південно-Казахстанській області,
- місцезнаходження Батпак в Центральному Казахстані,
- місцезнаходження Ангренсор 2 в Павлодарської області[7] .

## Середньокам'яна доба
Близько 12-5 тисяч років до Р. Х. відбулося потепління клімату, закінчилося останнє Валдайське заледеніння. З'явилися стоянки по всьому Казахстану. Зникли великі тварини (мамути, шерстисті носороги та інші).
Середньокам'яні стоянки виявлені в горах Каратау (Бійлікколь, Арись та інші); у Північному Казахстані з'являється атбасарська культура, що відноситься вже до новокам'яної доби. Були винайдені лук і стріли, наконечник у вигляді кульки, з'явилися човни (активне рибальство), які вкладають зброї, пастки, сильця, в полюванні використовувалися одомашнені вовки (собаки), різьблення по кістки, одяг зі шкір.
За середньокам'яної доби господарство і матеріальна культура зазнали значних змін, але пам'яток цього часу на території Казахстану налічується мало.

## Новокам'яна доба
Близько 5 тисяч років до Р. Х. з'явилися кам'яні знаряддя праці, кераміка. Відбулася неолітична революція: виникли землеробство і скотарство. У Казахстану виявлені понад 500 стоянок (печера Караунгур, стоянки Саксаульська, Акеспе, Куланди).
Знаряддями праці були зернотерки, сокири, мотики, ступки. Обробка знарядь праці: шліфування, пиляння, полірування. Сировина: нефрит, граніт. Зачатки гірничої справи: виплавка міді, свинцю, золота.
Археологічні культури новокам'яного Казахстану: атбасарська (6200-5800 роки до Р. Х.), кельтемінарська (3200-1800 роки до Р. Х.), маханжарська, усть-наримська. Поселення новокам'яної доби є також на острові Кулали в Каспійському морі.
На території казахстанського Потоболья в районі Тургайської долини кустанайським археологом Віктором Логвіним в кінці 1970-х років на основі ряду новокам'яних пам'яток (6200-4800 роки до Р. Х.) була виділена маханджарська культура (стоянки Маханджар, Солоне озеро 2, Дузбай-1-4, -12, Сор-2, Бестамак-7, Амангельди). На стоянках маханджарської культури відсутні наконечники стріл — ймовірно, в їх якості використовувалася конструкція з декількох вкладишів. Маханджарська культура змінюється терсекською культурою.
Новокам'яна доба характеризується численними пам'ятками, виявленими у всіх краях Казахстану. Однією з важливих проблем неоліту на території Казахстану є проблема визначення своєрідності кам'яної індустрії і виділення локальних варіантів неолітичної культури. Поряд з полюванням і рибальством, зародилися землеробство і скотарство. Найзначущою новокам'яною стоянкою є печера Караунгур у Південному Казахстані. Тут виявлені кам'яні, кістяні вироби, кераміка, кістки тварин — кулана, ведмедя, оленя, джейрана, кабана, козулі, коні, та інших.

## Мідна доба

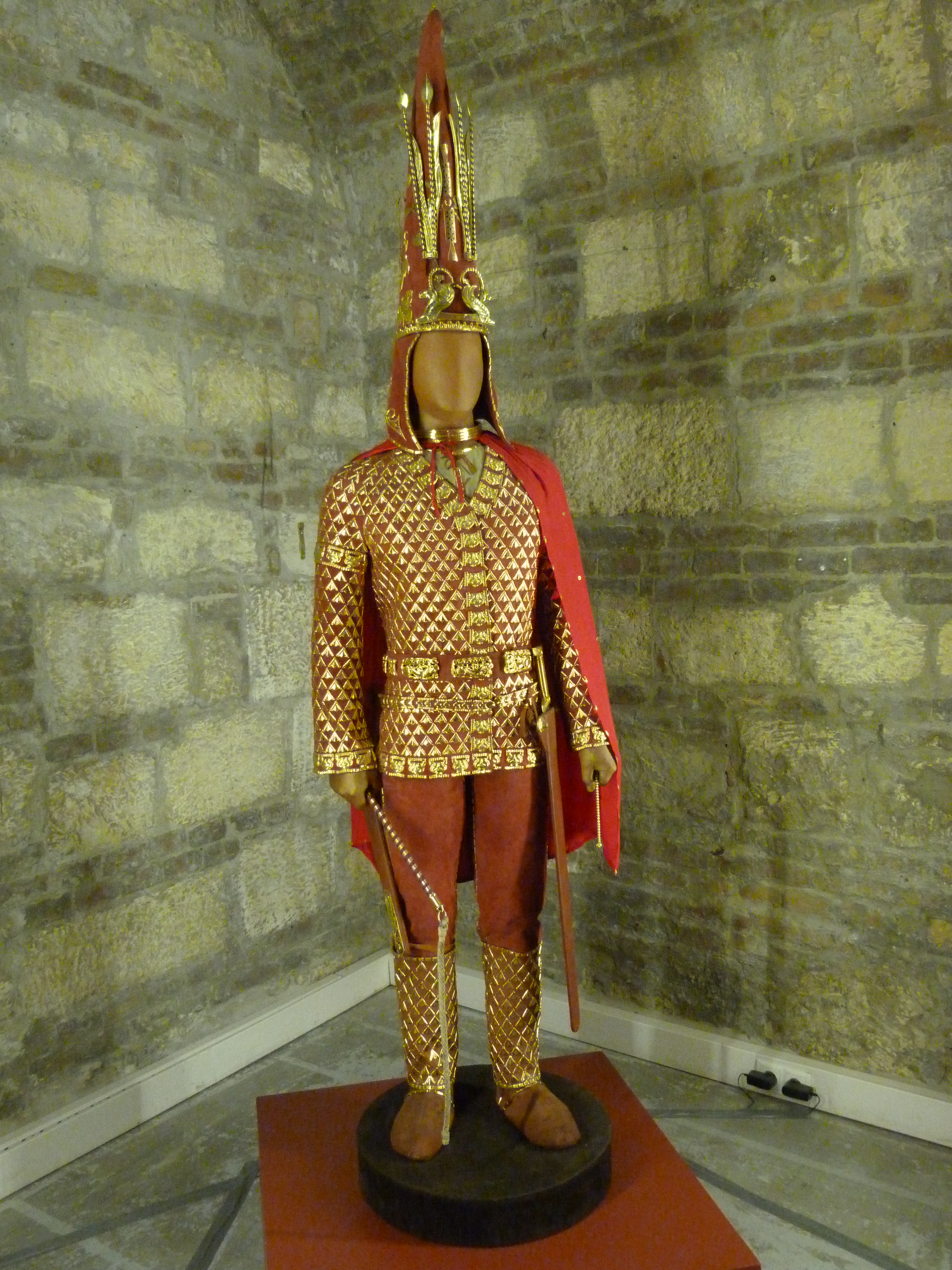
«Золота людина» з сакського кургану Іссик. Парадний обладунок сакського царя з золотої луски на шкіряній основі, що є стилізованим доспехом катафрактія

У 4000-2000 роках застосовуються мідних вироби. Знайдено до 100 поселень з ливарними майстернями (райони Жезказгана, міста Алтай та інших).
Мідна ботайська культура — відноситься до стоянок: Ботай, Красний Яр, Бестамак. Антропологічний тип людей: протоєвропеоїдний. Знаряддя праці: кременеві. Технологія обробки: відщепова. Раніше ботайській культурі приписували одомашнення дикого коня, проте, за даними дослідження стародавньої ДНК виявилося, що ботайських коней хоч і приручали, але вони не мають відношення до домашнього коня, та є предками здичавілих коней Пржевальського.
Терсекська і ботайська культури разом з близькою суртандинсько-кисикульською культурою утворюють південну провінцію зауральської спільності енеолітичних культур геометричної кераміки.
У Джунгарському Алатау 2700 років до Р. Х. місцеві скотарі вирощували просо, щоб годувати взимку овець і кіз, мали близькосхідне походження, а значить скотарство поширювалося до Внутрішньої Азії через Внутрішній азійський гірський коридор (IAMC), ще до припливу людей з західним степовим походженням (ямна або афанасіївська культура).

## Бронзова доба

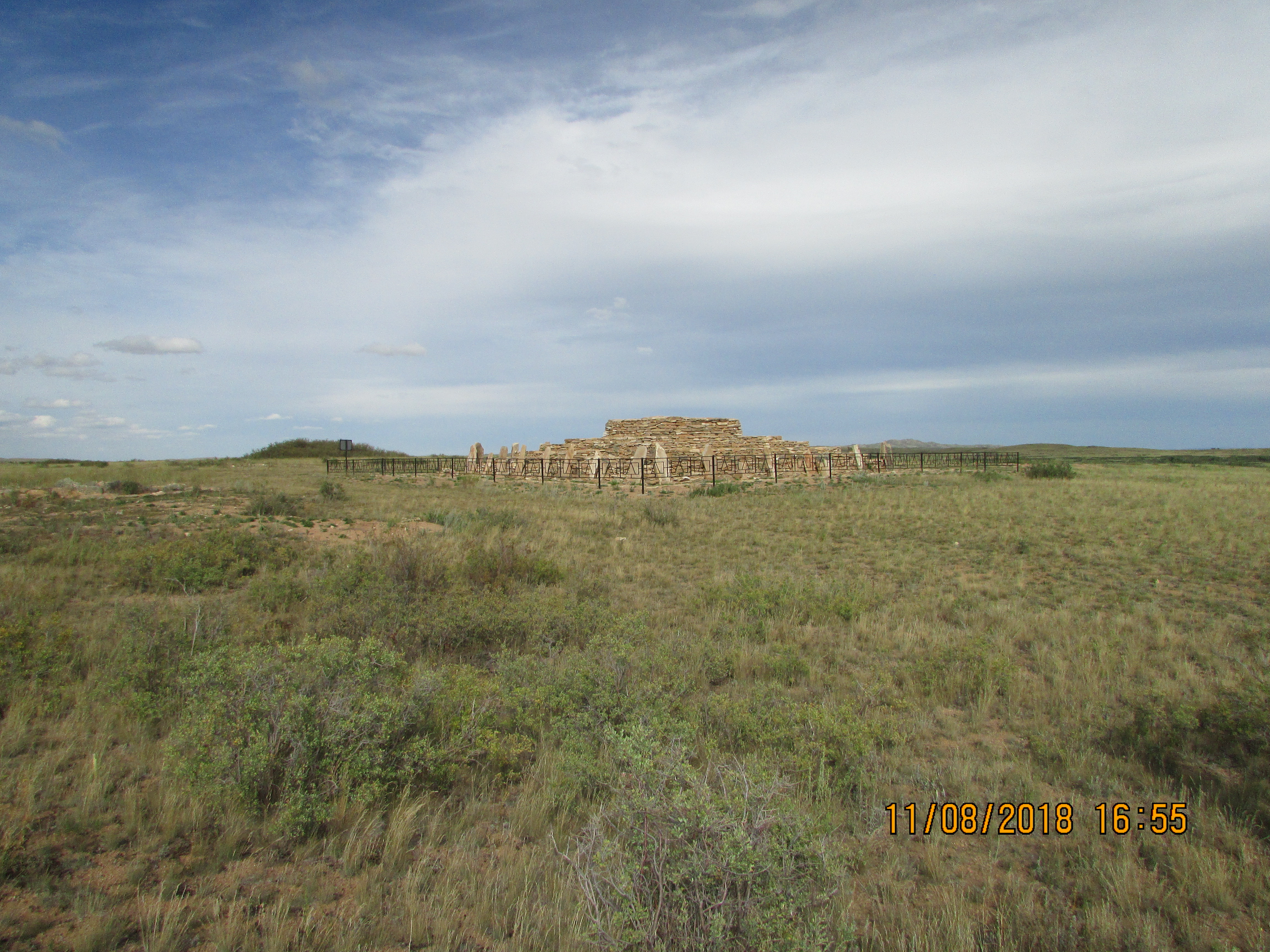
Загальний вигляд могильника Каражартас

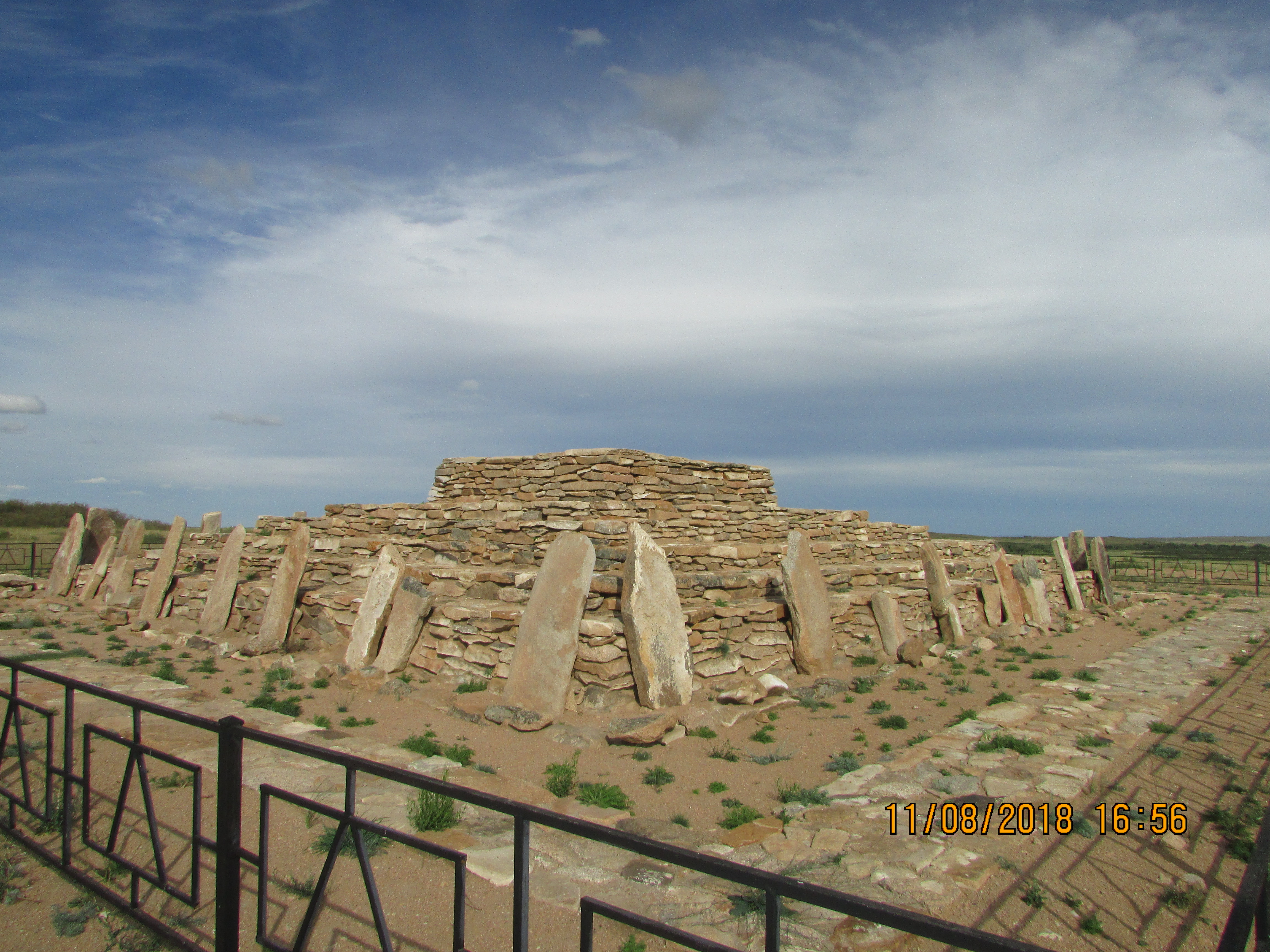
Могильник Каражартас (15 сторіччя до Р. Х.)

За бронзової доби на території Казахстану набули поширення андронівська культура й бегази-дандибаївська культура. Казахський археолог Алькей Маргулан виділяє три етапи бронзової доби Казахстану:
- Рання бронза — нуринскій етап андронівської культури.
- Середня бронза — атасуський етап андронівської культури.
- Пізня бронза — бегази-дандибаївська культура.

Бронзові знаряддя праці і предмети побуту (серпи, сокири, кинджали, ножі, наконечники списів і стріл та інші) виплавлялися в кам'яних і глиняних формах. У великих кількостях виготовлялися бронзові прикраси (сережки, браслети, намиста та інші).
Поселення складалися з 6-20 будинків. У лісостепових, степових і гірських районах для будівництва використовувалися дерево і камінь. Племена Центрального Казахстану за часів пізньої бронзи будували багатокімнатні будинки площею до 500 м² з масивних кам'яних блоків. Руїни цих будинків збереглися в районах гірського масиву Бугили і грота Акбаур. Родові поховання — кургани з земляними насипами, рідше масивні мавзолеї з сирцевої цегли облаштовувалися поруч з поселеннями.
Для нуринського етапу андронівської культури при похованні характерна кремація, для атасуського етапу андроновської культури — трупоположення в зігнутому стані на лівому боці головою на захід. Один з найбільших збережених некрополів пізньої бронзової доби — Тагіскен.

## Залізна доба— Стародавній Казахстан

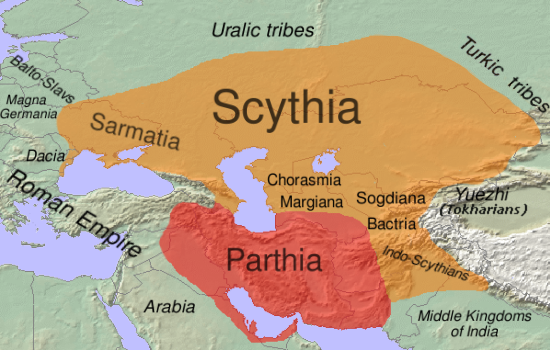
Центральна Азія в I тис. до Р. Х.: Скіфія, Маргіана, Парфія, Согдіана, Хорасмія

На початку I тис. до Р. Х. степові носії іранських мов перейшли до кочового способу життя і відмовилися від колісниць на користь наїзництва, і стали відомі під назвами скіфи або саки. Кочовий спосіб життя степових народів пояснюється переважанням скотарства над землеробством, бо через виснажування пасовищ не було можливим тривало випасати худобу на одному місці. Тим не менш, кочовики не мігрували постійно, але були прив'язані до певної широкої території, яку осілі землероби мали складнощі збагнути. Як правило, кочовики були прив'язані до своїх земель, особливо до могил своїх пращурів. Так, за персо-скіфської війни 513 року до Р. Х., описаної Геродотом, скіфи довго відступали від сильніших персів, проте вони готові були померти, захищаючи місця поховання своїх предків.
Залізо набуло широкого поширення в культурі сакських і усуньських племен, що населяли стародавній Південний Казахстан з 500 року до Р. Х.. Залізні предмети виявлені в численних археологічних пам'ятках в долинах річок Або, Сирдар'я, Талас, Іссик та інших. (кургани Каргали-1, Карашоки, Жуантобе-1, Кидирбай-3, Алтинемель-1, Кизилауиз-3 та інші). Саки-масагети, що виносяться дослідниками в окрему етнічну групу, залишили після себе кургани Уйгарак і Тагіскен.
Найбільшою археологічною пам'яткою стародавнього Семиріччя є Бесшатирський курган — комплекс з 31 поховання на правому березі Або. Однак найбільшу популярність здобув Іссикський курган, де були виявлені Іссикська золота людина та Іссикська писемна пам'ятка.
У першій половині I тис. до Р. Х. залізо поширюється і за межами Семиріччя:
- Для Центрального Казахстану періоду раннього заліза характерна тасмолинська культура, названа за місцем найвеликих розкопок в урочищі Тасмола.
- Пам'ятники раннього заліза Західного і Північного Казахстану належать до двох історичних етапів: VII — V ст. і IV — II ст. до Р. Х.
- Значна частина пам'яток Східного Казахстану розташована в долинах річок Іртиш, Нарин, Бухтарма. Найбільші, «царські» кургани зосереджені в Шиліктинській долині Зайсанської улоговини і в горах Південного Алтаю[20].